# Camp Hill (Pennsylvania)
Camp Hill ist ein Borough im Cumberland County im US-Bundesstaat Pennsylvania mit 8130 Einwohnern (Stand: Volkszählung 2020) auf einer Fläche von 6 km². 

## Geschichte
Der Ort wurde ab 1750 besiedelt und führte vor dem Amerikanischen Bürgerkrieg zunächst den Namen White Hill. Am 30. Juni 1863 fand hier im Rahmen des Gettysburg-Feldzugs die Schlacht von Sporting Hill, die nördlichste des gesamten Bürgerkriegs statt. Am 10. November 1885 wurde Camp Hill offiziell gegründet.

## Wirtschaft
Die Stahldienstleistungs- und Umwelttechnikgruppe Harsco hat ihren Firmensitz in Camp Hill.
Das Lower Allen Classic war ein C2-Klassiker der UCI-Cyclocross-Rennen.

## Persönlichkeiten
- William D. Phillips (* 1948), Physiknobelpreisträger, als Schüler in Camp Hill
- Danielle Fotopoulos (* 1976), Fußballspielerin